# Arvid Richert
Arvid Gustaf Richert (5. april 1887 – 22. august 1981) var svensk diplomat, embedsmand og landshøvding. Han var envoyé og ambassadør for Sverige i Berlin i perioden 1937-45, og han blev kritiseret for at være for tyskvenlig og for eftergivende over for det nazistiske styre. Han har dog også fået anerkendelse for sit bidrag til at holde Sverige neutralt gennem anden verdenskrig.

## Baggrund
Arvid Richert var søn af politiker og skribent, professor Gustaf Richert (1857–1934) og Ellen af Billbergh. Gift 1910-1922 med Margit Nisser, datter af Martin Nisser og Elisabeth Wettergren. Hans bror Gösta Richert (f. 1888) var civilingeniør. 
Efter en jur.kand. ved Uppsala universitet i 1914, arbejdede Arvid Richert for tingretten i Hedemora. I 1918 blev han ansat af sveriges regering, som kontorchef i udenrigsministeriet. Han var sekretær i Brussel, Haag og Helsingfors 1920-1924, efter det blev han byråsjef i Utenriksdepartementet.
I 1930'erne deltog han i den internationale økonomiske konference i London. I 1937 blev han så udnævnt til ambassadør i Berlin, og han var en af kandidaterne, da man i 1939 fik brug for en ny og upolitisk udenrigsminister efter Rickard Sandler. Han beholdte stillingen under hele anden verdenskrig. Posten gik imidlertid til Christian Günther, men Richert havde tæt kontakt til denne, og derfor kunne den svenske regering allerede i marts 1940 få meddelelse fra Richert om den forestående tyske invasion af Norge og Danmark.

## Ambassadør i Berlin
Richerts tætte kontakt med udenrigsminister Christian Günther var vigtig, og Richert kunne allerede i marts 1940 varsle regeringen i Stockholm om at Norge og Danmark skulle invaderes. En af hans vigtigste informanter i Berlin var statssekretæren i «Auswärtiges Amt» (det tyske udenrigsministerie), nemlig friherre Ernst Weizsäcker. Fra at have været eftertragtet hos statsrådet sank Richerts agtelse markant efter invasionen af Danmark og Norge den 9. april 1940. Efter invasionen kunne han også informere om øgede tyske krav mod Sverige, heriblandt transit af tropper og materiel fra Norge via Nordsverige til Finland. Richert advarede meget udtrykkeligt om farerne for at inddrage Sverige i krigen mod tyskerne, hvis ikke kravene blev imødekommet. Efter krigen viste det sig, at en af hans medarbejdere havde været Gestapospion, og selv om han personligt blev frifundet for så nære kontakter, hang mistanken om tyskvenlighed ved ham. 
En af Richerts største kritikere, Sven Grafström, mente at Richert var protysk. Det hævdes at var er Richert som stod bag regeringens, kritik af Tyskland i svenske medier, hvilket bl.a var i Torgny Segerstedts lederartikler. Mod krigens slutning var Richert med til forberedelsen af evakueringen af skandinaviske krigsfanger med de hvide busser.
Som diplomat var Richert elegant og korrekt, og meget selvstændig. Han ofrede flere demokratiske friheder for en mere autoritær og konservativ stil, eftersom han mente at det var til landets bedste. Efter krigen viste det sig, at en af hans medarbejdere havde været Gestapospion, og selv om han personligt blev frifundet for så nære kontakter, hang mistanken om tyskvenlighed ved ham. . Richert havde en meget vanskelig diplomatisk position som svensk repræsentant i Berlin; på den ene siden måtte han advare regeringen om de tyske trusler om angreb, og på den anden side måtte han forklare tyskerne at Sverige var imod deres krav.

## Etter krigen
I 1945 vendte Richert tilbage til Sverige, og blev generaldirektør og chef for Kommerskollegium. I 1949 blev han udnævnt til landshøvding i Älvsborgs län, og blev i den stilling indtil hans pension i 1955. Som pensionist fortsatte han i sit hverv som leder af «Riksföreningen för svenskhetens bevarande i utlandet».

## Ekstern henvisning
- Arvid G Richert (Webside ikke længere tilgængelig) i Svenskt biografiskt lexikon